# دبابير الخشب الطفيلية
دبابير الخشب الطفيلية أو فصيلة أوراسيدي (الاسم العلمي: Orussidae)، هي فصيلة حشرات صغيرة من عديمات الخصر ورتبة غشائيات الأجنحة. أنواعه المعروفة نحو 85 وأربعة أنواع أحفورية.